# Johan Andersson i Stärte
Johan Andersson (i riksdagen kallad Andersson i Stärte), född 16 mars 1860 i Östervåla socken, död där 6 januari 1917, var en svensk lantbrukare och politiker (liberal). Svärfar till riksdagsmannen Johan Persson.
Johan Andersson brukade en gård i Stärte i Östervåla, där han också var kommunalt aktiv, bland annat som kommunalnämndens ordförande. Han var även verksam i Svenska missionsförbundet.
Han var riksdagsledamot i andra kammaren 1909–1916, fram till 1911 för Västmanlands läns östra domsagas valkrets och därefter för Västmanlands läns östra valkrets. Som verksam i Frisinnade landsföreningen tillhörde han dess riksdagsparti Liberala samlingspartiet. I riksdagen var han bland annat suppleant i statsutskottet 1912 samt 1914–1916 samt i konstitutionsutskottet 1913–1914. Han engagerade sig även för järnvägsbyggande i sin hembygd och skrev en egen motion om byggande av statsbana mellan Uppsala och Storvik.
Begravd på Östervåla kyrkogård, där vänner reste en minnessten över honom.